# أوريل غرينفيلد
أوريل غرينفيلد (مواليد 21 أغسطس 1981) حكم كرة قدم إسرائيلي.